# Levi Lincoln Sr.
Levi Lincoln Sr. (15 de mayo de 1749 - 14 de abril de 1820) fue un abogado y estadista estadounidense de Massachusetts. Un Demócrata-Republicano, sirvió como fiscal general de los Estados Unidos para Thomas Jefferson, y desempeñó un papel en los antecedentes del caso Marbury contra Madison. Sirvió dos términos como vicegobernador de Massachusetts y funcionó como gobernador después de la muerte de James Sullivan. Fracasó en su campaña para ser elegido gobernador en 1809.

## Primeros años
Lincoln nació en Hingham, Massachusetts, el 15 de mayo de 1749. Su padre lo hizo aprendiz a un herrero, pero su interés en la lectura resultó en su matriculación a Harvard College. Se graduó en 1772 y estudió el derecho bajo Joseph Hawley en Northampton. Cuando Northampton recibió noticias de las Batallas de Lexington y Concord, Lincoln se presentó para servicio militar, pero solamente sirvió por poco tiempo, marchándose con la milicia a Cambridge, donde la milicia asediaba la ciudad de Boston.
Pronto Lincoln volvió a Northampton y fue admitido a la abogacía. Estableció un bufete en Worcester en 1775, donde su negocio floreció ya que la mayoría de los abogados eran lealistas y se habían huido a Boston. Desde 1775 hasta 1781, sirvió como secretario de la corte y juez testamentario del Condado de Worcester, y también sirvió el municipio de Worcester en varias posiciones hasta los años 1790. Fue elegido a la convención constitucional de Massachusetts en 1779. Durante estos años, Lincoln se convirtió en un terrateniente destacado de Worcester. Fue un miembro fundador de la Academia Estadounidense de las Artes y las Ciencias en 1780.
En 1781, Lincoln trabajó en una serie de casos con respecto a Quock Walker, un ex esclavo que intentaba reclamar su libertad. Uno de los casos, Mancomunidad de Massachusetts contra Nathaniel Jennison, dictaminó que la esclavitud era incompatible con la nueva constitución estatal. Fue elegido al Congreso Continental en 1781, pero declinó servir. Fue elegido a la Cámara de Representantes de Massachusetts en 1796 y a la Cámara y el Senado de Massachusetts en 1797; eligió servir en el Senado.

## Fiscal general de los Estados Unidos
Lincoln se volvió más asociado con el Partido Demócrata-Republicano. Fue muchas veces candidato para la Cámara de Representantes de los Estados Unidos, pero perdió al federalista Dwight Foster. Foster fue elegido al Senado en 1800, dejando abierto su escaño en la Cámara de Representantes, y Lincoln fue elegido a la Cámara en diciembre de 1800 después de una serie de elecciones especiales. Su servicio era breve ya que el 5 de marzo de 1801 el presidente Jefferson lo nombró fiscal general. Su consejero, amigo, y secretario del Tesoro Albert Gallatin describió a Lincoln como "un buen abogado, un gran erudito, un hombre de gran discreción y juicio firme," y un "republicano firme".
Ya que la posición de fiscal general era de medio tiempo, Lincoln pasó la mayoría de su tiempo en su bufete en Worcester, apoyando la causa demócrata-republicana. Además de distribuir dinero a partidarios del partido, informaba a Jefferson sobre el sentimiento político en Nueva Inglaterra y luchó por posiciones republicanas en los periódicos. En 1801, estableció el National Aegis, un periódico dedicado a avanzar los argumentos republicanos y luchar contra las posiciones federalistas de otras publicaciones de Massachusetts. Durante sus años como fiscal general, los demócratas-republicanos ganaron el control de la política de Worcester, aunque el resto del estado permaneció federalista.

### Participación en el Caso de Marbury contra Madison
Cuando Jefferson asumió el cargo de presidente, rápidamente intentó nombrar sus miembros de gabinete. Aunque había pedido a James Madison a ser secretario de estado, Madison no llegó a Washginton hasta mayo, así que Jefferson pidió que Lincoln sirviera como secretario interino. Durante este tiempo, Lincoln fue involucrado con acciones que resultaron en el caso de Marbury contra Madison sobre la revisión judicial. En los últimos días de la administración de John Adams, el presidente había emitido un gran número de comisiones, algunas de las que su secretario de estado John Marshall no había enviado cuando Jefferson asumió el cargo. Jefferson mandó que Lincoln y entonces Madison no enviaran estas comisiones.
Algunos receptores de las comisiones, entre ellos William Marbury, presentaron un pleito en la Corte Suprema de los Estados Unidos para obligar su envío. En su papel como fiscal general, Lincoln estaba presente en la audiencia preliminar del caso, representando a Madison. Cuando el caso fue oído, Lincoln fue llamado al estrado por el abogado de Marbury, el exfiscal general Charles Lee. En lugar de contestar sus preguntas, Lincoln invocó la Quinta Enmienda y el privilegio ejecutivo, pidiendo tiempo para considerar si contestar. Los jueces le otorgaron el tiempo pero especificó que debería contestar o justificar sus objeciones a las preguntas específicas. Al volver, Lincoln contestó todas las preguntas salvo una. Cuando se le preguntó "qué se había hecho con las comisiones", Lincoln rechazó contestar directamente, diciendo solamente que no sabía si Madison las había recibido.
Durante la década de 1790, políticos y especuladores de tierra en Georgia perpetuaron ventas de terrenos fraudulentas y corruptas en un  área que es ahora Alabama y Misisipi. Cuando el fraude resultó expuesto en 1795, había un clamor público considerable, y la legislación que autorizó las ventas fue repelada. Esta acción resultó en una gran cantidad de reclamaciones y pleitos, ya que en varios casos la tierra fue revendida a terceros no involucrados. El presidente Jefferson estableció una comisión de tres personas para resolver reclamaciones resultantes del fraude. Las reclamaciones de Georgia sobre el área fueron extinguidas y algunos terrenos fueron reservados para resolver otras reclamaciones extantes. La comisión también era responsable para registar y informar sobre la extensión del fraude, actividades en las que Lincoln era muy involucrado.

### La política exterior
Antes de la presidencia de Jefferson, los Estados Unidos rendían tributo a varios estados árabes en el Mediterráneo para prevenir ataques en sus barcas. Cuando Jefferson asumió el cargo, la Armada de los Estados Unidos era suficiente para poder defender el envío de los Estados Unidos. Por eso, Jefferson se negó rendir tributo en 1801 a Yusuf Karamanli, el gobernante de Tripolitania, y los tripolitanios empezaron a atacar y incautar buques estadounidenses. En una discusión en 1801 para formular una respuesta, se recomendó que el presidente declarara la guerra. Lincoln señaló que solo el Congreso tenía autoridad para declarar la guerra, pero el resto del gabinete insitieron en tomar acción. En mayo de 1801, el gabinete votó mandar un escuadrón naval al área para defender los buques del país. Jefferson nunca pidió o recibió una declaración de guerra formal del Congreso contra los estados berberiscos.
Cuando Napoleón quería vender el territorio francés de Luisiana a los Estados Unidos en 1802, Jefferson se preocupaba sobre las consecuencias políticas de adquirir un gran tracto de territorio de territorio sureño, y una falta posible de autoridad constuticional para comprar el territorio. Para eludir estos problemas, Lincoln propuso que se podía adquirir el territorio mediante la expansión de las fronteras de un estado. La propuesta fue rechazada por Jefferson y sus consejeros, y se cumplió la compra a pesar de la cuestión constitucional.
El 3 de marzo de 1805, Lincoln renunció a su cargo de fiscal general.
En Massachusetts, Lincoln también se volvió en la política estatal, y el próximo año fue candidato para vicegobernador. Los demócratas-republicanos habían nombrado a James Sullivan su candidato para gobernador, pero los radicales del partido no confiaban en él debido a sus posiciones moderadas. Por eso el partido incluyó a Lincoln como candidato por vicegobernador. Los démocratas-republicanos lograron tomar el control del gobierno del estado. Sullivan y Lindoln fueron reelegidos en 1808, pero Sullivan se murió en diciembre de 1808, y Lincoln se convirtió en gobernador en funciones. Lincoln siguió apoyando las políticas de Jefferson, a pesar de su falta de popularidad entre la población federalista y los negocios de Massachusetts.
Lincoln sirvió como candidato a gobernador en 1809, pero los federalistas moderados lo consideraban un fuerte partidario. Su apoyo de las políticas de Jefferson, especialmente su embargo de Gran Bretaña y Francia era costoso. Los federalistas atacaron sus declaraciones a favor de Jefferson, y Lincoln perdió la elección a Christopher Gore.
Lincoln fue elegido para servir en el consejo del gobernador en 1810 y 1811. En 1811, el presidente James Madison le ofreció el cargo de juez asociado de la Corte Suprema, pero Lincoln rechazó debido a su pérdida de visión. Lincoln se jubiló a su finca en Worcester, donde ganó un interés en la agricultura.
Lincoln se murió en Worcester el 14 de abril de 1820. Estaba enterrado en el Cementerio Rural de Worcester después de su establecimiento en 1838.